# SH-60J (航空機)
三菱 SH-60J
SH-60J
- 用途：対潜戦・対水上戦
- 分類：哨戒ヘリコプター
- 設計者：シコルスキー・エアクラフト
- 製造者：三菱重工業
- 運用者： 日本（海上自衛隊）
- 初飛行：1987年8月31日（XSH-60J）
- 生産数：103機
- 運用開始：1991年8月
- 運用状況：運用中
- ユニットコスト：50億円
- 原型機：SH-60B シーホーク
- 派生型：SH-60K

SH-60Jは、海上自衛隊の哨戒ヘリコプター。シコルスキー・エアクラフトのSH-60Bの機体を三菱重工業がライセンス生産し、技術研究本部が開発したシステムを搭載したもので、海上自衛隊のヘリコプターとしては初のシステム機である。

## 来歴

### HSS-2BとSH-X
海上自衛隊では、新型の哨戒ヘリコプターとしてHSS-2Bを開発し、昭和54年度より配備を開始していた。これは従来のHSS-2/2Aを元に、従来のディッピングソナーに加えてソノブイや捜索レーダーを搭載して対潜捜索能力を強化し、更にシステム化を図った画期的な機体であった。しかしその搭載システムは、固定翼哨戒機でいえばP-2Jと同水準のものであり、昭和53年度から導入を開始したP-3Cと比べると見劣りすることは否めなかった。アメリカ海軍の哨戒ヘリコプターとしては、LAMPS Mk.IIIのための新しいSH-60Bの配備が進んでおり、航空集団司令部では、回転翼機部隊のシステム化の遅れへの危機感が募っていた。またHSS-2Bはライセンス生産化を図っていたとはいえ、1986年4月の時点でも、アイテム比で40％、金額費で27％の国産化率にとどまっており、アメリカ合衆国からの輸入なしには製造困難であった。しかし既にアメリカ合衆国での同型機の生産は1980年10月には終了し、1990年代前半には海軍での運用を終了する予定であったことを勘案すると、1990年代後半には、海上自衛隊でのHSS-2Bの維持管理に支障をきたす恐れが大きかった。三菱重工業では、HSS-2Bを発展させたHSS-2Cを航空集団や海上幕僚監部に提案していたものの、内容は国産とは程遠く、用兵側を納得させるには至らなかった。
この結果、HSS-2Bの運用試験中ながらも、早速、その後継となる次期艦載ヘリコプター（SH-X）計画が立ち上げられることになった。SH-X計画は1979年の五三中業に盛り込まれ、1981年5月にはアメリカ合衆国・カナダに技術調査団が派遣された。当初は適当な外国の機体をライセンス生産し、それに、HSS-2Bに準じたシステムを海自が直接調達して搭載することを計画して、昭和57年度の要求に盛り込む予定であった。その後、HSS-2Bの戦力化状況も踏まえて、無理にHSS-2Bのシステムを転載するよりも、むしろ時間をかけてでもシステム開発を行う方針に転換され、同年度の要求は断念された。

### XSH-60Jの開発
機体としては、米海軍のSH-60Bシーホーク、英・伊共同開発のEH101マーリン、フランスのAS.532SCクーガーの3機種が俎上に載せられた。クーガーは、既に同系列のシュペルピューマが陸上自衛隊の要人輸送機として採用されることになっており、また安価であったものの、重心が高いため、デッキハンドリング等艦艇における運用上の問題が懸念された。またマーリンは性能面では期待されたものの、当時いまだ計画段階であり、また国際共同開発であったために先行きが不透明であるとみなされた。
これらの検討を経て、機体としてはシーホークが選定された。上記の通り、搭載システムはSH-60Bのものとは異なり、海自独自のものを搭載するという形態を考慮し、米海軍と区別してSH-60Jと呼称することとされた。開発に使用する2機分の機体（グリーンエアクラフト）を海上幕僚監部が直接調達して技術研究本部に委託することになり、昭和58年度予算でグリーンエアクラフトのうち1機の調達と技術研究本部による開発予算が認められて、開発が開始された。本研究開発の主契約業者は、従来からの海上自衛隊の対潜ヘリコプターの製造・支援の経験を買われ、三菱重工業が選ばれた。
グリーンエアクラフト2機は昭和60年度末に領収されて、直ちに開発のため技術研究本部に供与された。これによって開発されたプロトタイプはXSH-60Jとして1987年8月より試験飛行を開始した。その初飛行の成功を受けて、同年には量産機12機の予算が成立した。そして2年に渡る試験を経て、1991年6月28日に部隊使用承認を受けた。

## 設計

### 機体
上記の通り、機体は基本的にSH-60Bと同様の設計で、これに国産のシステムを搭載した構成となった。これに伴い、HSS-2Bでは4名であった搭乗員が3名に減少するのに対応できるよう、最大限の制御・表示の統合化を図るとともに、母機であるSH-60Bの性能特性を最大限に活用するために、母機の設計重量内で開発を行うべく、徹底的な重量管制を行った。
SH-60Bは、シコルスキー社の社内ではS-70B-3と称される。これはアメリカ陸軍の汎用ヘリコプターとして開発されたUH-60A（S-70）をもとに艦載ヘリコプターとしての運用に対応して設計変更したもので、外見上の大きな違いは、S-70では尾輪がテイルブーム最後部下にあったのに対し、S-70Bでは胴体直後のテイルブーム付け根下面に移されている点である。また胴体の窓は大きなもの1枚になり、テイルブームや水平安定板、主ローターブレードは折り畳みに対応した。艦載型ではRAST着艦拘束装置にも対応している。右舷キャビン扉上には、救助用のホイスト式ウインチが設置されている。
なお試作機のエンジンはT700-GE-401であったが、1988年10月の決定に基づき、量産機ではT700-401Cに変更された。

### センサー
本機のシステム開発は、艦載ヘリコプター・システムの開発、すなわち対潜艦のサブシステムとして1機1艦を戦術単位とする構想のもとで進められた。この点では原型となったLAMPS Mk.IIIと同じであるが、海自独自の戦術思想として、最終的に潜水艦を追尾攻撃する段階では複数機による従来の戦術を踏襲し、また艦とのデータリンクの圏外ではヘリコプターが独自に作戦行動を行いうるよう、LAMPSと同様のソノブイに加えて、吊下式ソナーの搭載も求められた。すなわち、アメリカ海軍ではSH-60Bが担当する広域対潜戦と、SH-60Fが担当する近接対潜戦とを1機種で対応する機種といえる。
ソノブイの搭載数は、HSS-2Bでは12基だったのに対し、本機ではSH-60Bに準じて25基に倍増した。吊下式ソナーとしては、国産のHQS-103が搭載された。これは、アメリカ海軍のSH-3HおよびSH-60Fが搭載するAN/AQS-18の送受波器（トランスデューサー）を使用して、ドライエンド（音響信号処理部）を国産化したものであった。
磁気探知機（MAD）はHSS-2Bの搭載機をマイナーバージョンアップしたAN/ASQ-81(V)4となった。一方、レーダーはHPS-104、また逆探装置はHLR-108と、いずれも国産の新型機が搭載された。

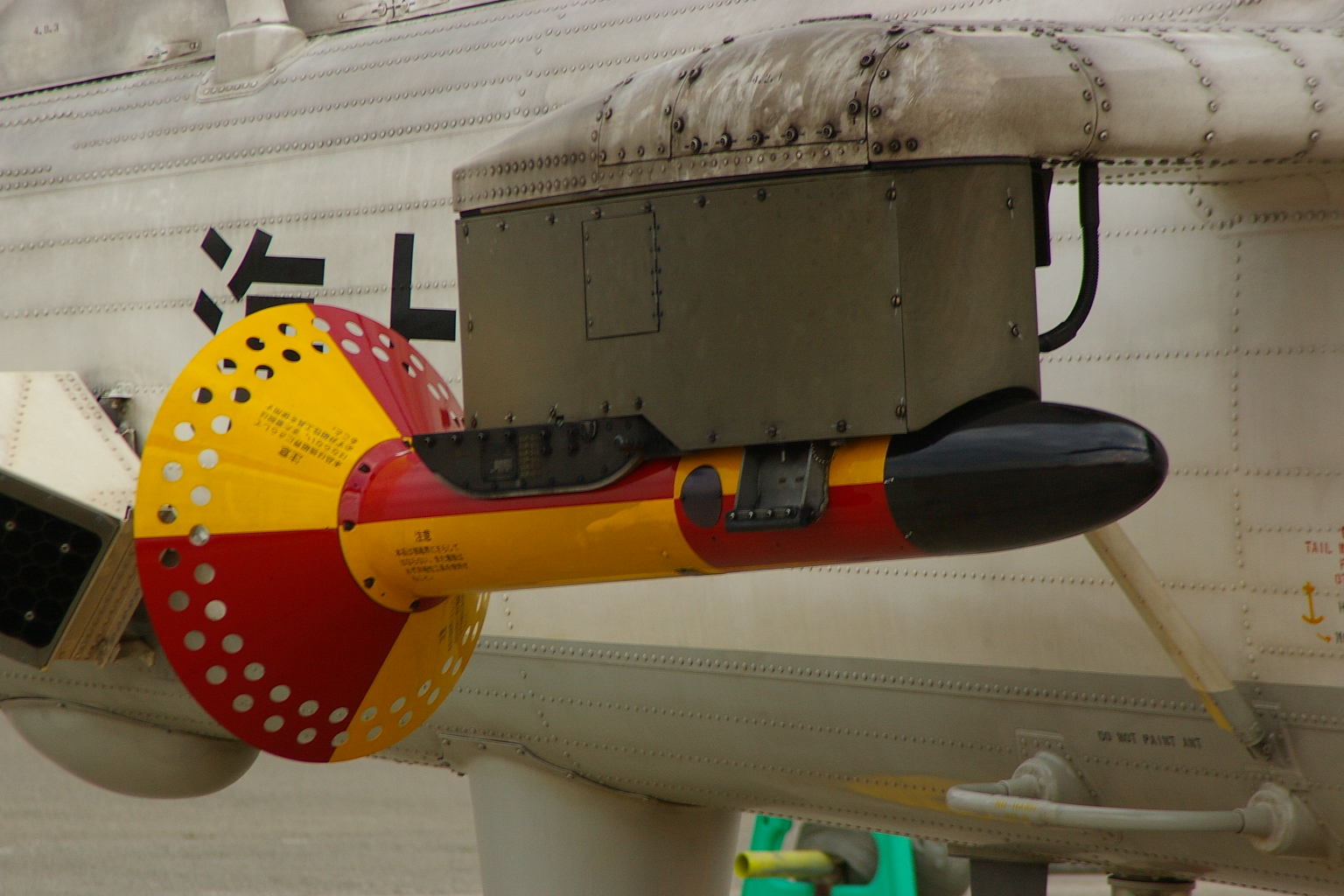
AN/ASQ-81 磁気探知装置（MAD）

### 開発3品 (HCDS・AFMS・HS-LINK)
SH-60Jは、国内で初めてMIL-STD-1553Bデータバスで個々のセンサ・制御系を連接し、戦術情報処理表示装置（HCDS）および自動飛行制御装置（AFMS）に組まれたソフトウェアで航空機を制御するシステムとなった。これらのシステム開発にあたっては、HSS-2Bというよりは、むしろ当時導入が進められていたP-3CおよびE-2Cのソフトウェア資産が影響を与えたとされる。なお、このAFMSとHCDS、そしてHCDSと艦をつなぐデータリンク（HS-LINK）は「開発3品」と称された。
HSS-2Bでは、ソノブイ信号を受信して艦艇に伝送するAKT-22装置を装備していたものの、その効用は少なく、実運用ではディッピングソナーによる複数機の編隊戦術が主流となっていた。また戦術情報処理表示装置（TDDS）を搭載していたものの、艦の戦術情報処理装置（CDS）とのシステム的な連接がなされているわけではなく、ソノブイ信号の伝送以外は無線電話で連絡しているのみであった。これに対してSH-60Jでは、LAMPS Mk.IIIと同様に、機上の戦術情報処理表示装置（HCDS）と、艦上のCDSとを、多重データリンクで連接する方式が採用された。HCDSのコンピュータとしては富士通のF-3（16ビット）が使用されたが、これはSH-60Bで搭載されていたAN/AYK-14をもとに国産化したもので、記憶媒体を磁気記録からCMOSに変更して小型軽量化するなどの変更が加えられている。プログラミング言語は、P-3Cや艦艇システムと同系統のCMS-2Mが用いられていた。またデータリンクのプロトコルはリンク 11を参考に策定された。
なお艦のCDSとは直接連接はできず、CDSインターフェイス装置（CDS-IFU）を介した連接となった。当初、艦上での試験は58DD「あさぎり」を計画していたが、このCDS-IFUの予算化の遅れによって、59DD「あまぎり」が試験艦となった。また本来あるべきシステムとしてのASWDSを装備した艦は61DD「うみぎり」以降となり、技術/実用試験期間中には試験を行えなかった。

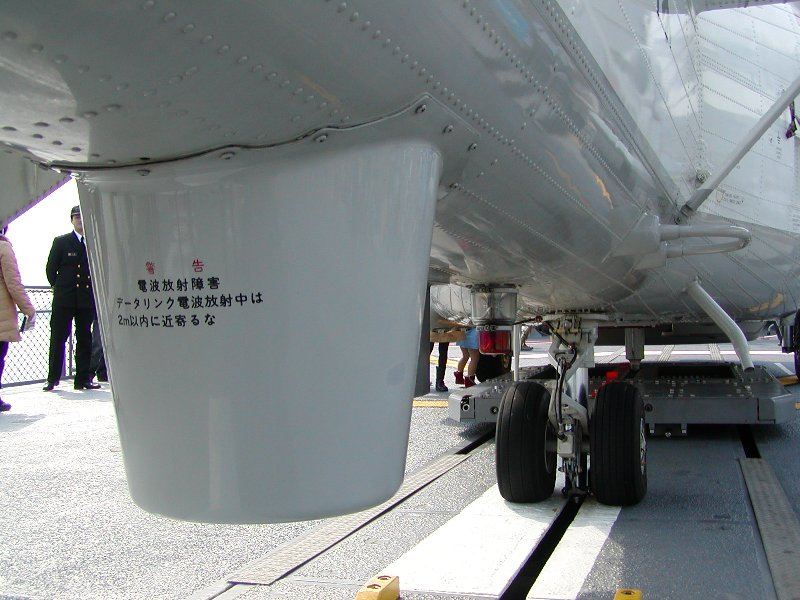
データリンク用装置

### 追加装備
1999年3月の能登半島沖不審船事件を受けて、74式機関銃及びその銃架（ドアガン）、静止画像伝送装置、探照灯、機外スピーカー、ファストロープ器材、暗視装置付ヘルメットを装備することとした。
その後、アメリカ同時多発テロ事件を受けて2001年から自衛隊インド洋派遣が開始されるにあたり、小火器での攻撃への対策として、コクピット周囲に防弾板が装着された。またSH-60Jでの荷物の吊り下げ移送（カーゴスリング）については、以前の試験の際に航空機が不安定となったことからしばらく行われていなかったが、この派遣の際に再度の検討を実施した結果、実施要領が策定されて、実施可能となった。
なお最後の32機は陸上配備型とされたが、これらは赤外線監視装置（FLIR）を備えている。またこのうち最後の19機には、不審船対策としてミサイル警報装置（AAR-60）及びチャフ・フレア投射装置（AN/ALE-47(PJ)）が、そして特に最後の10機にはGPS航法装置（MAGR）が装備された。このほか、後には多くの機体のテイルブーム左舷に飛行記録装置が追加装備された。外側に付いているのは、墜落の際にも確実に回収し、原因究明に供するため。

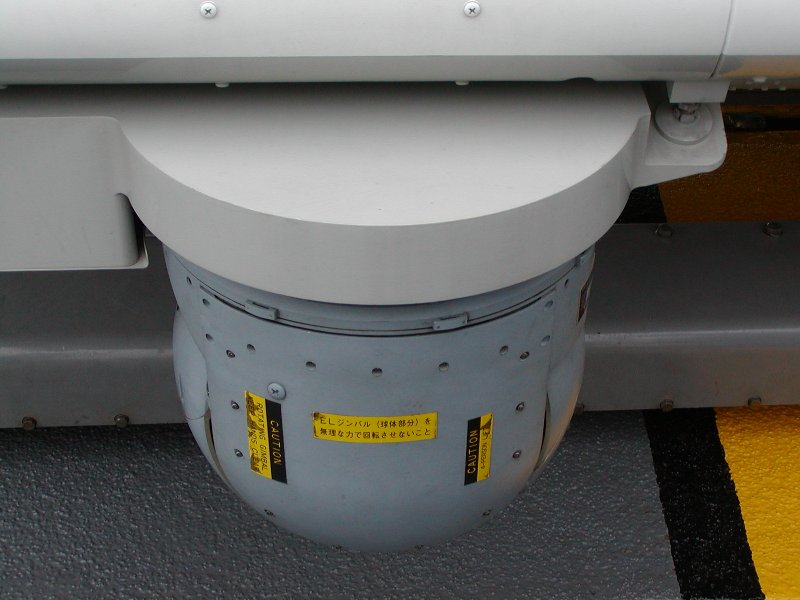
前方監視赤外線装置（FLIR）
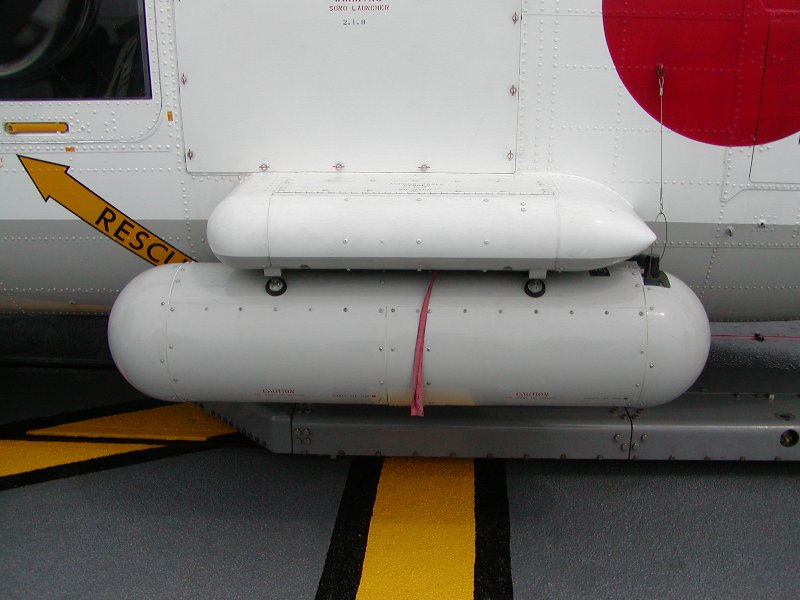
発煙筒投下器
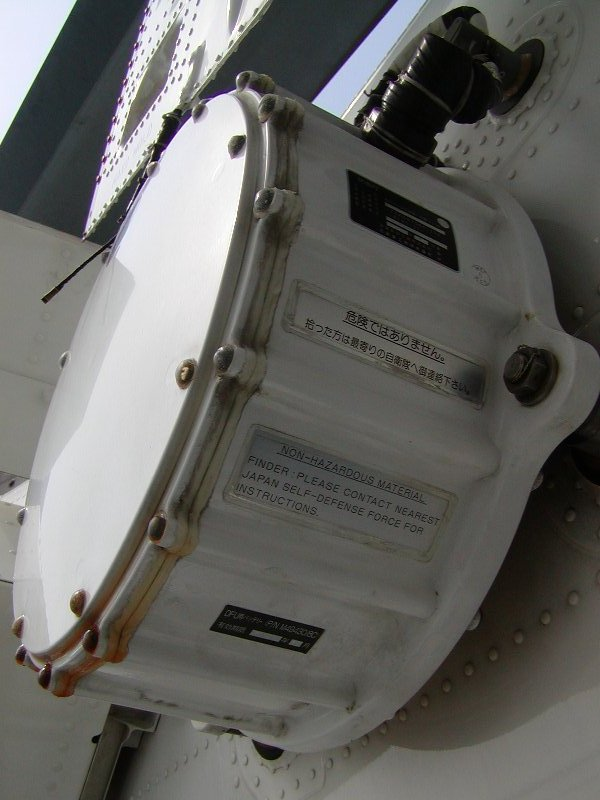
コックピットボイスフライトレコーダー

## 性能・主要諸元

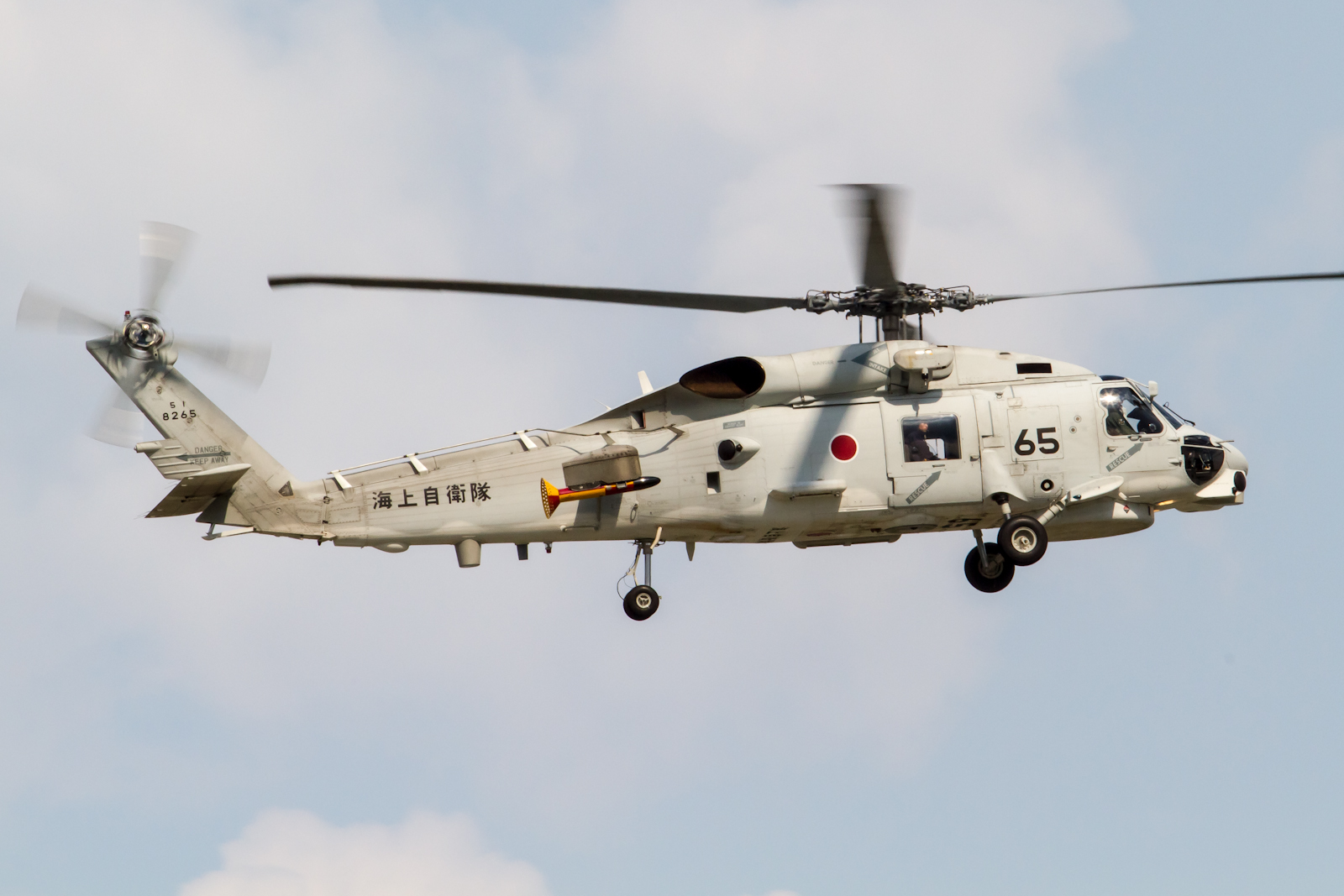
SH-60J

出典: 朝雲新聞社 編『自衛隊装備年鑑 2011-2012』朝雲新聞社、2011年、294頁。ISBN 978-4750910321。
諸元
- 乗員: 3名
- 全長: 19.76 m
- 全高: 5.18 m
- ローター直径: 16.4 m
- 空虚重量: 6.2 t
- 最大離陸重量: 9.9 t
- 動力: T700-GE-401もしくはT700-IHI-401C ターボシャフトエンジン、 （1,690 shp(T700-GE-401)、1,800 shp(T700-IHI-401C)）   × 2

性能
- 最大速度: 276 km/h （149 kt）

武装
- 74式機関銃×1（必要に応じて搭載）
- 魚雷: Mk.46短魚雷×2[注 2]

## 運用史

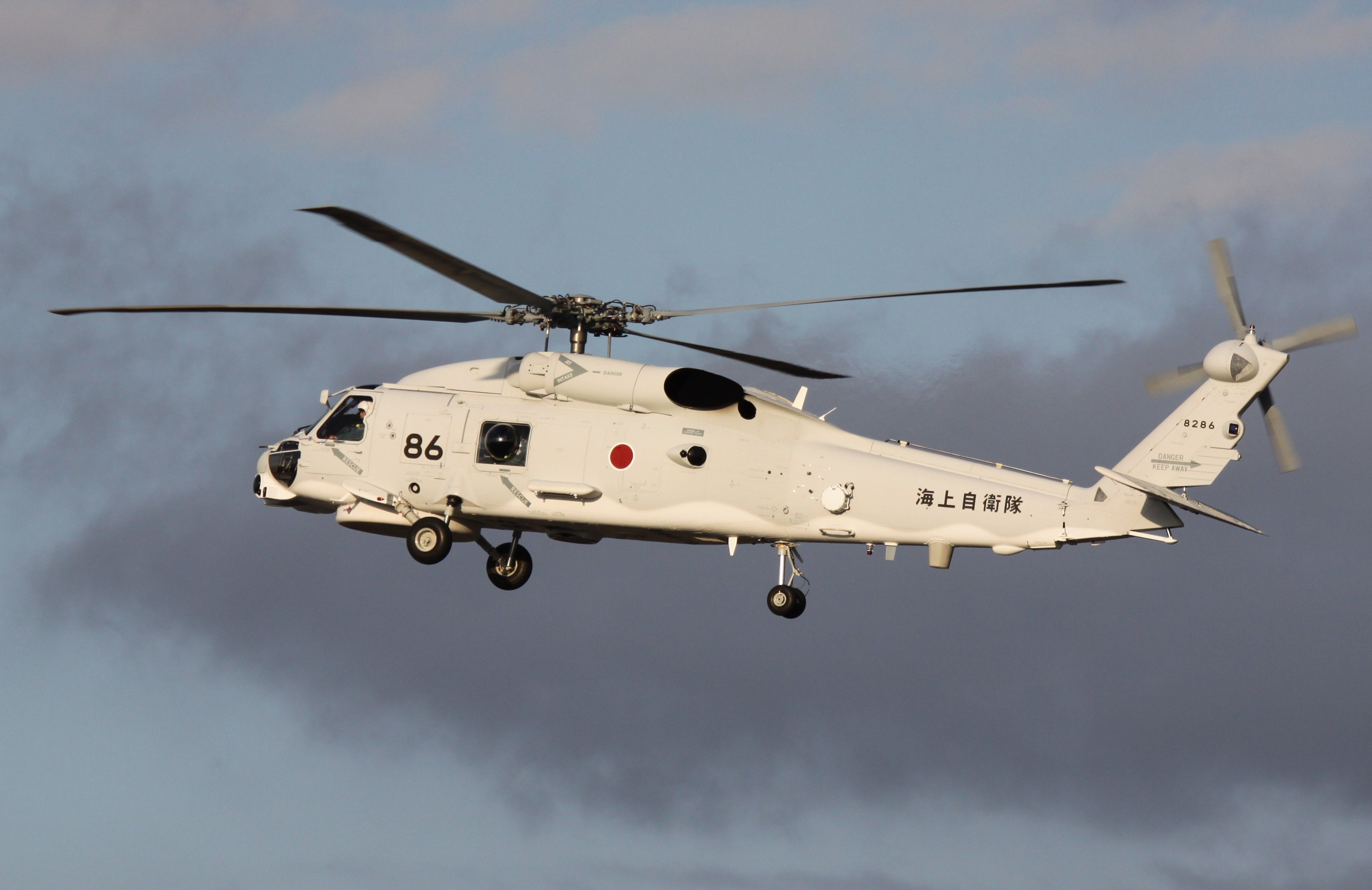
SH-60J

上記のように、まずグリーンエアクラフト2機を輸入したのち、3号機からは三菱重工業による量産（機体とエンジンはライセンス生産）が開始され、1991年（平成3年）8月から各部隊に配備され、2005年（平成17年）までに103機が配備された。1機あたりの製造価格は約50億円で、機体寿命は約6,000飛行時間といわれる。
2025年3月末時点での海上自衛隊の保有数は6機。
多くの実任務にその威力を発揮し、能登半島沖不審船事件、漢級原子力潜水艦領海侵犯事件、台風・地震・水害・山火事による災害派遣のほか、離島洋上における救難、患者輸送など、多様な任務に従事している。そのため、海上自衛隊では「哨戒機/回転翼機（哨戒ヘリコプター）」と分類している。
2002年（平成14年）から代替機となる発展型のSH-60Kの調達が進行中である。ただし厳しさを増す財政を受けて、耐用飛行時間に達したSH-60Jの機数に合わせてSH-60Kの調達を続けられないため、2011年（平成23年）度予算からSH-60Jの機体寿命延命措置が開始されている。平成23年度から令和2年度予算までに計20機の機齢延伸予算が計上され、5年程度延伸する計画である。

### 配備基地
- 大村航空基地：第22航空群 - 第22航空隊-第223飛行隊
- 厚木航空基地：第51航空隊 - 第513飛行隊

### 航空事故
海上を超低空で飛行するため、「SH-60Jの整備員は塩害との戦い」といわれる。飛行終了後は必ず機体洗浄とエンジン洗浄が実施され、さらに入念な点検整備が施される。また、夜間飛行も多いため、搭乗員は各種装備の更新と練度の向上に努めている。
| 年月日     | 所 属       | 機番号 | 事故内容 |
| ---------- | ----------- | ------ | --- |
| 1992.5.8   | 第51航空隊  | 8201   | 試験飛行中、厚木航空基地に着陸の際にエンジン不調により地上約5mから落下、横転した。機体は大破、乗員5名が重軽傷を負った。 |
| 1993.7.6   | 第51航空隊  | 8209   | 東京湾口を飛行中、エンジン不調により洲崎灯台の北北東約3浬の海上に不時着水した。機体は水没。 |
| 1995.7.4   | 第121航空隊 | 8241   | 北海道襟裳岬北東4浬の海上でソナーケーブルが不時に巻き出し、接水横転し水没。当時、護衛艦「しらゆき」搭載。機長1名殉職。原因は操縦士の空間識失調。 |
| 1996.6.18  | 第124航空隊 | 8215   | 米海軍バーバーズ・ポイント基地（ハワイ真珠湾）に着陸後、地上滑走中にメイン・ローターが破断し、大破炎上。 |
| 1996.11.22 | 第123航空隊 | 8213   | 離着陸訓練中、エンジン不調により大村航空基地付近のにんじん畑に不時着、小破。 |
| 2004.5.21  | 大村航空隊  | 8237   | 災害派遣により夜間飛行にて壱岐空港に向かう途中、山腹の樹木と接触し、伊万里市付近の農地に不時着、中破。 |
| 2009.12.8  | 第22航空隊  | 8297   | 副操縦士養成訓練中、長崎県西彼杵半島西方沖約27kmの海上に操縦ミスにより墜落。副操縦士と航空士の2名殉職。 |
| 2012.2.8   | 第25航空隊  | 8264   | 大湊航空基地で操縦士の空間識失調により横転。航空士1名軽傷。 |
| 2012.4.15  | 第25航空隊  | 8279   | 青森県・陸奥湾において練習艦隊見送りのための訓練展示中、護衛艦「まつゆき」に近接、同艦の格納庫左側に接触し、着水、水没。機長1名殉職。 |
| 2017.8.26  | 第25航空隊  | 8282   | 午後10時50分頃、護衛艦「せとぎり」での夜間発着艦訓練中に同機の方位指示器に大きな誤差が出ていることが分かり、復旧操作を行うため艦から離れて復旧操作として姿勢方位基準装置の電源を切ったところ、自動操縦装置による姿勢の安定を維持する機能が低下し墜落した。翌27日までに現場付近の海域から機体の一部とフライトレコーダーが発見された。乗員4人のうち男性乗員1人は事故発生後約35分後に救助されたが、機長を含む残り3人は行方不明となった。同年10月中旬に水深2,600メートルの海底で上下逆さまとなった機体が発見され、10月27日に機体を揚収し内部を確認した結果、2名の行方不明者を発見したが、残る1名の発見には至らず捜索を終了した。 |

## 登場作品

### 映画
『LIMIT OF LOVE 海猿』
アナウンスで、負傷した潜水士のつり上げを開始したと報告する。
『ゴジラ×メカゴジラ』
特生自衛隊分析中隊本部からの要請を受けて出動し、太平洋上を東京湾へと向かうゴジラを目視で確認する。
『平成ガメラ三部作』
『ガメラ2 レギオン襲来』
実機のSH-60Jが日本映画初登場。あさぎり型護衛艦「うみぎり」の艦載機が三陸沖に落下した隕石の落下点周辺海域を警戒中、「うみぎり」からの要請によって海中を航行するガメラを目視確認する。
『ガメラ3 邪神覚醒』
沖ノ鳥島付近での海上自衛隊によるガメラ攻撃を報じるニュース番組の中で、資料VTRとして映し出されている。
『亡国のイージス』
終盤、架空のイージス護衛艦「いそかぜ」から脱出する主人公らの救助のために大挙して出動する。

### アニメ・漫画
『WXIII 機動警察パトレイバー』
廃棄物13号の新海地区のスタジアムへの誘導に従事する、むらさめ型護衛艦「むらさめ」および架空の護衛艦「つるぎ」に随伴している。
『ジパング』
第二次世界大戦時にタイムスリップした架空のイージス護衛艦「みらい」の艦載機として登場。人員の輸送、船舶や潜水艦への警戒に活躍する。
『大怪獣激闘 ガメラ対バルゴン COMIC VERSION』
はつゆき型護衛艦「はつゆき」の艦載機が登場。海上を漂流していた所を「はつゆき」に救助された主人公を、調布飛行場まで送り届ける。
『地球防衛企業ダイ・ガード』
第2話に国連安全保障軍に参加した機体が登場。ディッピングソナーを用いて対ヘテロダイン哨戒を行っていたが、海中から出現したヘテロダインによって2機が撃墜された。
『武装錬金』
漫画版第77話に登場。携行兵装が武装錬金『ジェノサイド・サーカス』であるため、錬金戦団が運用する機体であることがわかる。

### 小説
『MM9』
第1話に厚木基地の第51航空隊所属機が登場。気象庁特異生物対策部のROV「S-1」の母機となっている。主人公らをはるな型護衛艦「すずか」へと輸送した。
『Twelve Y. O.』
あさぎり型護衛艦「あさぎり」の艦載機として登場。主人公らが強奪し、辺野古弾薬庫上空にてアメリカ軍のAH-64 アパッチと交戦する。
『生存者ゼロ』
しらね型護衛艦「くらま」の艦載機として登場。主人公たちを北海道根室半島沖の北太平洋に浮かぶ石油採掘基地まで輸送する。
『超空自衛隊』
第二次世界大戦時にタイムスリップした、たかなみ型護衛艦「さざなみ」の艦載機として登場。日本海軍と連携し、対潜警戒を行う。